# Ingelise Driehuis
Ingelise Driehuis (17 settembre 1967) è un'ex tennista olandese.

## Carriera
In carriera ha raggiunto in doppio la 87ª posizione della classifica WTA, mentre nel singolare ha raggiunto il 264º posto. Nei tornei del Grande Slam ha ottenuto il suo miglior risultato raggiungendo i quarti di finale di doppio a Wimbledon nel 1994, in coppia con Maja Murić.